# Штокхаузен, Франц (младший)
Франц Штокхаузен-младший (нем. Franz Stockhausen; 30 января 1839, Гебвиллер — 4 января 1926, Страсбург) — эльзасский хоровой дирижёр.
Сын арфиста Франца Штокхаузена-старшего и певицы Маргарете Штокхаузен, урождённой Шмук (1803—1877), брат Юлиуса Штокхаузена. Учился в Париже у Шарля Алькана, затем в Лейпциге у Игнаца Мошелеса. С 1863 г. хормейстер в эльзасском городке Танн, в 1866—1868 гг. руководил хором и оркестром в Гамбурге, в 1868—1879 гг. хормейстер в Страсбурге. В 1871 г. возглавил Страсбургскую консерваторию и вообще музыкальную жизнь Страсбурга, заботливо сохраняя обе релевантные для города музыкальные традиции — французскую и германскую; благодаря Штокхаузену в музыкальной жизни Страсбурга наступило заметное оживление — в частности, своими сочинениями здесь дирижировали Сен-Санс, Дворжак, Чайковский, Макс Брух, Малер и Рихард Штраус. С 1907 г. на пенсии.